# Ислам и другие религии
Ислам является самой молодой из авраамических, то есть восходящих к иудаизму, религий. Ислам сохраняет следы влияния иудаизма и христианства и некоторые следы воздействия других развитых религий. Влияние иудаизма на ислам особенно заметно в сфере догматики и, в меньшей степени, культа.
Авраамические религии своими корнями восходят к древнейшим формам ближневосточного монотеизма, в результате чего имеют общее в своей основе историко-мифологическое наследие и единую в принципе картину мира.
Библейские истории о пророках, о сотворении мира и человека, о всемирном потопе и т. д. в немного трансформированном виде отражены в Коране.
Мусульмане называют иудеев и христиан «людьми Писания». Начиная с ранних этапов развития ислама прослеживается осознание исходного единства авраамического монотеизма, выраженное в проповедях пророка Мухаммеда. Основной идеей его проповедей было очищение истины единобожия (таухид) от искажений, внесённых иудеями, христианами и многобожниками.

## Влияние на ислам иудаизма
Проповедь Мухаммада имела своей основой его убеждение, что страшный суд близок и его глубокую веру в единого Бога. Его взгляды сложились под влиянием непосредственного контакта с представителями двух более ранних монотеистических религий и, в первую очередь, с евреями Аравийского полуострова. Вначале Мухаммад не воспринимал себя как основателя новой религии, претендуя только на восстановление древней религии Авраама (Ибрахима) и связывал собственное учение со священными книгами иудаизма и христианства, о содержании которых он имел, при этом, неполное и иногда искажённое представление.
Основное положение ислама, согласно которому есть единый Бог, который сотворил мир и управляет судьбами людей, о том, что Аллах Милостив и Справедлив, Мухаммад воспринял от евреев. Библейские персонажи имею большое значение в Коране; Авраам считается основателем монотеизма и в то же время основателем Каабы («Чёрного камня») — древнего святилища в городе Мекка, почитание которого восходит к доисламской эпохе. Себя Мухаммад считал продолжателем миссии живших ранее великих пророков, которые оставили после себя боговдохновенные книги. К числу этих пророков им причислялись Адам, Ной, Моисей, Давид, Соломон и Иисус. В целом пророчеству в исламе придаётся значительно больший вес, чем в христианстве. Многих библейских персонажей Коран именует пророками, хотя в Библии их так не называют. Мухаммад в исламе считается последним из пророков, «печать пророков». Представление, что в позднейшее время пророчества прекратилось, Мухаммад заимствовал из иудаизма (Иома 9б). Подобно иудаизму, но в противоположность христианству в исламе подчёркивается совершенная трансцендентность Бога и отрицается какое-либо боговоплощение. Из иудаизма ислам заимствует также представление, что Бог открывается человеку не только непосредственно или через пророков, но и при посредничестве книги (китаб).
Первоначально Мухаммад рассматривал Тору как более высокую книгу, чем Коран, и только позднее пришёл к выводу, что они равноценны или даже что Коран превосходит Тору, которая, по его учению, в своём нынешнем виде не соответствует книге, что была дарована Моисею, а есть результат позднейшей фальсификации.
Ухудшение отношения Мухаммада к иудейской религии связано с разрушением его надежды, что богатые и влиятельные евреи Медины признают его посланцем Бога, пришествие которого было обещано в Писании. С периодом этих надежд связаны некоторые введённые Мухаммадом заимствования из ритуала иудаизма: обращение в сторону Иерусалима при молитве (кибла), пост десятого дня первого лунного месяца (ашура), запрет употреблять свинину, который был введён наряду со специфическим для ислама запретом на употребление вина. Обряд обрезания, который издавна практиковали арабами, не носит в исламе (хитан) того исключительно значения, которое ему придаёт ему иудаизм.
По причине упорной оппозиции проповеди Мухаммада со стороны евреев он вводит ритуальные новшества, призванные подчеркнуть отличие ислама от иудейской религии. К числу таких нововведений принадлежат обращение во время молитвы в сторону Мекки (Коран, сура 2:136-139), перенос поста на месяц рамадан, отмена большей части еврейских пищевых запретов с сохранением лишь запрета употреблять свинину, кровь, падаль и мяса, которое предназначено в жертву языческим богам, а также упрощённой процедуры ритуального убоя. Мухаммад отменяет обязательный субботний отдых, объясняя это тем, что Бог в действительности не нуждался в отдыхе после сотворения мира (сура 50:37), и объявляет пятницу днём молитвенного собрания, который при этом не связан с запрещением работать. Эти отличия исламского ритуала от иудейского в то же время составляют свидетельство связи ислама с иудаизмом.

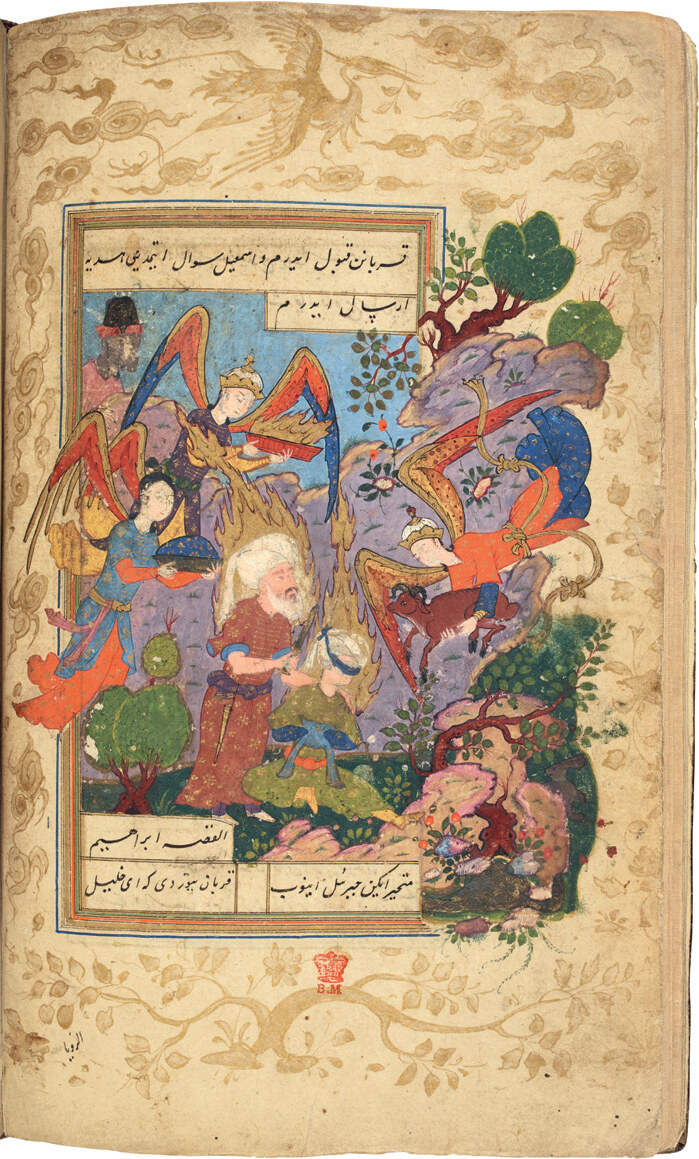
Ибрагим со своим сыном, книга «Хадикат ас-Суада», конец XVI — начало XVII века, Турция

Помимо еврейского религиозного законодательства, на Коран существенно повлиял аггадический материал мидрашей. Чтобы понимать многие частные моменты в изложении Мухаммадом библейских рассказов было необходимо знакомство с Аггадой. Особое внимание Мухаммад уделяет библейским деятелям, судьбу которых он считал сходной с его собственной: Ною, Лоту, Моисею. Особое отношение Мухаммад проявил к Аврааму (Ибрахиму) — отцу Исмаила, считающегося родоначальником арабов. Ибрахим — первый, кто отвратился от идолопоклонства и признал истинного Бога. Жизнь Ибрахима Коран представляет соответственно аггадическому преданию (Быт. Р. 38:13), несколько видоизменённому и приближенному к обстоятельствам жизни самого Мухаммада (см. суры 6:74-82; 21:52-69; 22:43; 39:15-23; 37:81-95; 43:25-285 и др.), причем остаётся неясным, кого из сыновей Авраама — Исаака или Исмаил, — требовалось принести в жертву (акеда). Аггадические мотивы присутствуют в повествовании Корана о жизни Моисея, в рассказах о Соломоне и власти этого правителя над миром духов (см. суры 21:81-82; 34:11-12; 38:35-39), подробном описании происшествий с пророком Ионой (Юнисом).
Согласно исламу, подобно прежним пророкам, Мухаммад есть обыкновенный смертный человек; он не учён; от него не нужно требовать совершение чудес; он представлен «лишь» в качестве «предостерегателя» и «вестника» («благовестителя»), «светильника освещающего» (33:44-45), избранного Всевышним, чтобы донести до людей истину: «Скажи: „Ведь я человек, такой же, как и вы; мне было возвещено, что Бог ваш — Бог Единый“» (41:5). Первоначально Мухаммед и сам сомневался в истинности приходящего ему откровения. Сходство его с прежними пророками подчёркивается тем, что в Коране в уста противников прежних пророков (Ибрахима, Мусы) нередко вложены те же обвинения, что выдвинуты в адрес Мухаммеда. Жизнеописания Мухаммеда дают большое число параллелей с библейскими сюжетами. Переселению Мухаммеда в Медину (хиджра) мусульманская традиция придала типичные черты сюжета бегства пророка, ср. Моисея, Давида в библейской мифологии.
В то же время ислам выделяет Мухаммеда из числа других пророков. Мухаммед замыкает ряд пророков и, являясь последним из них, подтверждает учения своих предшественников. В Коране он именуется «печатью пророков» (33: 40). Утверждается, что Мухаммед возродил веру Ибрахима (Авраама), которую ислам провозглашает «истинной верой» для всего человечества. Мухаммед восстанавил роль Каабы (которую, по исламскому учению, построил Ибрахим, а позже язычники превратили её в место поклонения ложным богам) в качестве места поклонения Единому Богу, что связывает земной мир с небесным. Мусульманская традиция утверждает, что в евангелических текстах имеются или имелись изначально указания на грядущий приход Мухаммеда. Таким образом, проповедь Мухаммеда связана с иудейскими и христианскими представлениями, и в то же время утверждается превосходство этой проповеди над последними. Широкое распространение имеет легенда о христианском монахе Бахире, который встречает Мухаммеда ещё мальчиком и, по движению солнца, облаков и деревьев и основываясь на «неискажённых» текстах христианских книг, распознаёт в нём будущего пророка. Христианская традиция передаёт мотив встречи Мухаммеда с Бахирой в апокрифическом «Апокалипсисе Бахиры».
Мухаммад относился с глубочайшим уважением к личности и учению Иисуса, однако не считал его сыном Божьим и подчёркивал в позднейших сурах, что Всемилосердный (рахман), то есть Бог, не имеет детей, но «у Него есть достойные почитания слуги» (см. сура 21:26-30). К числу священных мест ислама принадлежат легендарные гробницы библейских патриархов и Храмовая гора в Иерусалиме, откуда, согласно преданию, Мухаммад вознёсся на небо.
Фундаментальное сходство ислама и иудаизма заметно также в свойственном обоим религиям неразрывном соединении религии и закона. С самого начала своей истории ислам был синтезом религии, политических норм и права; в этом соединении религии принадлежала ведущая роль. Как и в иудаизме после разрушения Храма, в исламе нет иерархии священников. Роль исламских профессиональных законоведов-теологов (факихов) подобна роли иудейских раввинов. Некоторая параллель христианским священникам усматривается в роли, которую в шиизме играют имамы.
Как и иудаизм, ислам сформировался на основе письменного закона (в исламе Коран), который был развит и дополнен позднее в системе устного закона, представленного, прежде всего, священным преданием (сунна), состоящего из большого числа канонизированных сообщений (хадисов) о высказываниях и действиях Мухаммад и его сподвижников. Помимо Корана и сунны, мусульманское религиозное право (шариат) использует в качестве основ, источников права заключение по аналогии (кияс) и установленное практикой согласие верующих (иджма). Право выносить самостоятельное суждение по вопросам религиозного закона, которое основано на ревностном изучении его источников (джтихад), признаётся лишь за исламскими учёными первых поколений. В ортодоксальном исламском течении ислама (суннизме) возобладало точка зрения о неоспоримости суждений ранних авторитетов; в другом течении (шиизм) право интерпретации религиозного закона предоставлено потомку Мухаммада — имаму, а от его имени — также богословам-муджтахидам. В хадисы перешло большое число еврейских поучений, афоризмов, этических предписаний. Во всех литературе хадисов, как и в легендах о пророках, отражено знакомство с Галахой и Аггадой, как их излагает талмудическая и мидрашистская литература. Фундаментальное сходство иудаизма с исламом не во всех случаях есть отражение прямого влияния первого на второй, но часто находит объяснение в том, что сходная религиозно-правовая структура этих религий повлияла на сходные пути их развития в последующие столетия.
Согласно одному из подходов, влияние христианства и иудаизма на раннем этапе формирования исламского вероучения несколько преувеличивается. Непосредственное влияние христианского и иудейского богословия может быть прослежено на рубеже VII—VIII веков, когда происходил процесс формирования проблемного поля исламского богословия, и мусульманским теологам пришлось отвечать на те же вопросы, которые возникали у их христианских и иудейских предшественников.
Одним из путей влияния еврейской традиции на ислам стала литература исраилият, включающая рассказы, заимствованные из текстов Библии, Талмуда и Мидраша, которые используют арабские историки, толкователи Корана и авторы легенд о пророках с целью объяснить слова Мухаммада в тех случаях, если их смысл неясен или вступает в противоречие с Библией; описания жизни и деятельности исламских мистиков, а также благочестивых, которых исламская традиция относит к бану Исраил (`народу Израиля`).
Ранний суфизм, мистическое исламское направление, среди прочих, имел и еврейские источники.

## Влияние на ислам аравийских религий
В ходе развития исламская мифология включила в себя элементы арабской мифологии, представлений этнически различных оседлых жителей оазисов и городов, мифологии этносов Южной Аравии, включая йеменскую мифологию, представления, мотивы и образы в представлениях завоёванных мусульманами этносов Ближнего Востока. Окончательные формы словесности и сюжетов сформировался преимущественно вне Аравии, в социумах, имевших богатые древние письменные традиции письменной культуры и развитую сословно-классовую структуру, включая Сирию, Ирак, Иран, Египет, Испанию. Исламская мифология отрицает языческую мифологию. Арабским историком второй половины VIII — начала IX века Хишамом ибн аль-Калби в «Книге об идолах» приведено большое число свидетельств о стихийном отказе от поклонения языческим божествам, нарушении языческих религиозных запретов. Исламская мифология в рамках своего историко-культурного контекста является органичной и оригинальной, она находится в одном типологическом ряду с иными мифологиями древности.
Предполагается, что имя Аллах стало именем божества, которое появилось уже в поздней древнеарабской мифологии как результат слияния верховных местных богов. Аллаха иногда отождествляли с единым богом стихийных аравийских монотеистов — ханифов. В Мекке Аллах, видимо, как Аллах-Хубал, был особо почитаем среди всех других богов. Последние обстоятельства, как и специфика этого божества («оторванность» от людей, несвязанность с определённой этнической группой, отсутствие посвящённых ему святилищ) и было использовано Мухаммадом, соединившим, таким образом, элементы доисламских верований и монотеизм мусульманской мифологии.
Ислам возник в начале VII века в Западной Аравии, в Мекке, где господствовало язычество. Каждое племя имело своих богов, идолы которых находились в Мекке. Этот период характеризуется постепенным разрушением патриархального родоплеменного строя и возникновением классового общества. Ислам формировался в условиях общего кризиса, языческого мировоззрения, наблюдавшего у кочевых и земледельческо-торговых обществ Северной Аравии. Быстрой исламизации региона способствовали распад к V – началу VII века существовавших ранее государств (Набатеи, Химьяра, Сабы, Пальмиры, царств Лахмидов, Гассанидов и Киндитов), захват кочевниками-скотоводами находившихся у границ оазисов, возникновение союзов оседлых жителей и кочевников, где росло влияние прорицателей (кахин), которые были известны ещё в доисламской Аравии. Многие языческие культы приходят в упадок, в то же время ряд племенных божеств получает общеаравийское значение (Аллах, аль-Лат, Манат, аль-Узза). В разделённой между племенами Внутренней Аравии особое значение получили «заповедные территории» (харам), которые сочетали функции святилища и места проведения ярмарок (мавасим) и обладавшие правом убежища. Одним из таких центров являлось место зарождения ислама Мекка.
Непосредственным предшественником ислама на Аравийском полуострове является автохтонный аравийский монотеизм (ханифия). Согласно складывающейся в настоящее время концепции, в доисламской Аравии существовали, вероятно, две относительно независимые арабские монотеистические традиции: «рахманизм» в Йемене и Ямаме и миллет/дин Ибрахим на северо-западе и западе Аравийского полуострова. В начале VII века обе эти традиции, видимо, слились, в результате чего появилось то, что было названо исследователями «аравийским пророческим движением». Рахманистская традиция, по-видимому, зародившаяся несколько позднее, чем северная авраамическая традиция, дала в VII веке, как минимум, двух монотеистических «пророков» — аль-Асвада в Йемене и Мусайлиму в Ямаме. Всего в эпоху Мухаммеда в Аравии действовало не менее пяти других аравийских пророков. Противники Мухаммеда не видели существенных различий между ним и другими «пророками» и поэтами (шаир), имевшими некоторое сакральное значение. Однако в идейном и политическом плане Мухаммед был личностью исключительной, что стало одной из важнейших причин успеха ислама.
Основообразующим слоем исламской мифологии является мифология Корана, где Мухаммедом даётся новое осмысление окружающей действительности. Согласно исламу, Коран вложил в уста Мухаммеда сам Аллах. Преимущественно состав Корана сложился после смерти Мухаммеда, в середине VII века. Другим основным источником изучения исламской мифологии является исламское священное предание ислама, сунна, которая основана на хадисах, представляющих собой повествования о жизни Мухаммеда, в которые включены также древние мифологические традиции. В исламскую мифологию Средних веков, развивавшуюся на основе Корана, в большом объёме вошли и иные мифологические сюжеты, персонажи и образы из местных мифологий. С VIII века на арабском языке развивались разнообразные области знания, по причине чего исламская мифология оказалась ограничена сферами священной истории, космогонии и эсхатологии. Большое число коранических и послекоранических персонажей с течением времени перешло также в фольклорные и литературные образы.

## Отношение ислама к иудаизму
Как и в случае с христианством, отношения между иудаизмом и исламом восходят к самому основанию новой веры. Евреи фигурируют в исламской теологии. Согласно исламскому учению, евреев «постигли унижение и бедность» (аль-Бакара 2:61 (Кулиев)); они были главными противниками пророка Мухаммеда наряду с идолопоклонниками, и являлись вероломной группой. Но это были люди, получившие подлинное божественное откровение, подобно христианам и зороастрийцам, и, как и последние, заслуживали терпимости, пока принимали статус подчинённых мусульманской власти данников-зимми, лиц, находящихся под защитой исламского закона. Условия такой жизни могли быть лучше или хуже в разных местах и в разные периоды истории. Хотя образ евреев в целом был ещё более негативным и снисходительным, чем образ христиан, они имели такой же правовой статус в исламской социальной системе. Средневековые арабские богословы посвятили иудаизму лишь очень небольшую часть своей полемики против других религий. В исламском мире не было ничего, что могло бы сравниться по объёму с христианской церковной литературой Adversus Judaeos и мало что может быть сопоставлено по уровню негативного отношения к евреям.
На протяжении всего Средневековья большинство евреев мира жило в исламском мире, и вспышки насилия против них были относительно редки. Принудительные обращения и массовые изгнания на протяжении всей исламской истории были ещё более редкими, чем погромы. Эта ситуация соответствовала кораническому предписанию «нет принуждения к вере» (Сура 2:256). Антиеврейские беспорядки стали более частым явлением только в XX веке в арабских частях мусульманского мира.

## Влияние ислама на иудаизм
Влияние исламского права заметно в методах трактовки Галахи главами талмудических академий — гаонами. Позднее это влияние оно явно сказалось в своде Мишне Тора, составленном Маймонидом.
Исламская культура впитала наследие Греции и эллинистического мира и существенно воздействовала на отдельные области еврейской мысли. После нескольких веков полного разрыва между этим миром и иудаизмом труды греческих философов и учёных вновь входят в сферу интереса еврейских мыслителей благодаря появлению арабских переводов, выполненных с более ранних переводов на сирийский язык. Еврейская философия в странах ислама развивалась под прямым влиянием арабской философии и в тесной связи с ней.
Саадия Гаон, ставший основоположником средневековой еврейской философии, испытал воздействие мутазилитов — мусульманских богословов-рационалистов, создавших спекулятивнуюй догматику (калам), которые первыми в исламском мире начали использовать античные философские идеи в целях религиозной апологетики. Параллельно аналогичному процессу в арабской философии в еврейской философии происходит переход от калама к платонизму и аристотелизму. Свои произведения средневековые еврейские мыслители писали обычно на арабском языке, и по содержанию эти работы были очень близки к творениям современной им арабской философской литературы (Шломо ибн Габироль, Авраам ибн Дауд, Иосеф ибн Цаддик, Авраам ибн Эзра, Моше ибн Эзра, Маймонид).
Сам ранний суфизм имел в том числе и еврейские источники, и, в свою очередь, влияние суфизма присутствует в поэзии Ибн Габироля и особенно в сочинении, написанном на арабском языке Бахьи ибн Пакуды «Ховот ха-Левавот» («Обязанности сердца»), которое проповедовала аскетизм и в значительной мере было построено по образцу аналогичных исламских произведений. Наиболее видный представитель суфизма в иудаизме — сын Маймонида Аврахам бен Моше бен Маймон, автор книги «Кифайят ал-‘абидин» («Достаточно для набожных»). Эти сочинения Бахьи ибн Пакуды и Аврахама бен Моше особенно сильно повлияли на еврейские общины Востока и сыграли значительную роль в ряде более поздних мистических движений. Ивритская еврейская литература в мусульманских странах также развивалась под воздействием тверений арабской поэзии и прозы, плодотворно применяя их формы, стихотворный размер, поэтические образы и др.
Сравнительно хорошее социальное положение евреев в Испании, живших под властью ислама сделало возможным исключительный расцвет культуры испанского еврейства, сочетавший в себе эстетическую утонченность, глубину философской мысли и активную политическую и общественную деятельность. Еврейство исламской Испании породило значимую плеяду мыслителей и поэтов — «золотой век» еврейской поэзии.
Ответы еврейских полемистов на полемику ислама против иудаизма появляются в X веке, но специальные трактаты против ислама встречались редко. Одним из наиболее известных еврейских мыслителей, подвергших ислам критике, стал Саад ибн Каммуна (XIII век). Еврейские полемисты ожесточались из-за унижений и произвола, с которыми постоянно сталкивались евреи под властью ислама, однако они признавали, что ислам стоит к иудаизму ближе, нежели христианство, хотя и христианство, и иудаизм имеют общее библейское основание. В частности, так считал Маймонид, несмотря на то, что его «Йеменское послание» («Иггерет Тейман») заявляет об исключительно враждебном отношении «племени Исмаила» к евреям.